# Américo de Grazia
Pour les articles homonymes, voir Grazia (homonymie).
Américo de Grazia est un homme politique vénézuélien.

## Biographie
Il est arrêté lors des manifestations de 2024 au Venezuela par le SEBIN.